# Aerion AS2
Aerion AS2 – projektowany amerykański samolot dyspozycyjny (ang. business jet) charakteryzujący się możliwością lotu z prędkością ponaddźwiękową.

## Historia
Projekt samolotu powstawał w firmie Aerion. Założone w 2003 roku przedsiębiorstwo postawiło sobie za cel wprowadzenie na rynek cywilny praktycznego i efektywnego samolotu dyspozycyjnego, zdolnego do lotu z prędkościami większymi niż dźwięk. Pierwszym projektem firmy był samolot Aerion SBJ (eng. Supersonic Business Jet). Miał być to 40-tonowy samolot dyspozycyjny, napędzany dwoma silnikami Pratt & Whitney JT8D-219. Zdolny do przewozu tuzina pasażerów na odległość 7400 km z prędkością Mach 1,6. Według producenta, udało mu się zebrać 50 listów intencyjnych, które potencjalnie miałyby zaowocować zakupem nowej maszyny. W projekcie uczestniczyli specjaliści NASA, przy których udziale zaprojektowano elementy konstrukcyjne samolotu, w tym skrzydło, mające urzeczywistnić pokonanie bariery dźwięku przez samolot dyspozycyjny. We wspólnych próbach prowadzonych wraz z NASA, uczestniczył McDonnell Douglas F-15 Eagle w wersji B. F-15 wziął udział w próbach nowego pokrycie. Przeprowadzone testy miały określić standardy jakie powinny spełniać nowe laminarne płaty, które mogłyby znaleźć zastosowanie w nowym, naddźwiękowym samolocie pasażerskim. W maju 2014 roku, wychodząc naprzeciw oczekiwaniom potencjalnych klientów, podczas konferencji European Business Aviation Association, Aerion ogłosił przekształcenie projektu SBJ w nowy program, którego celem będzie zaprojektowanie maszyny większej, dysponującej obszerniejszą kabiną pasażerską i większym zasięgiem, napędzanej trzema silnikami odrzutowymi, określonej jako AS2. W 2014 roku Aerion rozpoczął współpracę z Airbusem, który wziął udział w pracach projektowych płatowca i jego badaniach aerodynamicznych. Umowa ta została rozszerzona w listopadzie 2016 roku o pomoc Airbusa w stworzeniu efektywnie działającego zaplecza logistycznego i serwisowego dla przyszłych samolotów seryjnych. W maju 2017 roku, podczas kolejnej konferencji European Business Aviation Association odbywającej się w Genewie, Aerion ogłosił, iż w pracach nad docelowymi silnikami samolotu, ich wyborem i konfiguracją bierze udział GE Aviation. 15 grudnia 2017 roku w Waszyngtonie Aerion podpisał porozumienie (ang. memorandum of understanding) z koncernem Lockheed Martin. Lockheed Martin miał wesprzeć Aeriona w pracach projektowych, budowie prototypu maszyny, jej certyfikacji i produkcji seryjnej. W listopadzie 2015 roku, podczas odbywającej się w Las Vegas konferencji National Business Aviation Association Business Aviation Convention & Exhibition, zajmująca się czarterowaniem samolotów firma Flexjet ogłosiła, iż złożyła zamówienie na 20 samolotów AS2. Lot prototypu AS2 planowany był na 2023 rok, proces certyfikacji samolotu miał zakończyć się w 2025 roku. 5 lutego 2019 roku, swój akces do programu budowy samolotu ogłosił Boeing. Amerykańska korporacja miał udzielić wsparcia w zakresie prac inżynieryjnych, budowy płatowca i programu badań w locie.
Nowa konstrukcja miała spełniać wszystkie standardy ochrony środowiska. Samolot miał latać na wysokości rzędu 17 km. Dzięki temu, wytwarzana przez przelatujący samolot fala uderzeniowa, miała się odbijać od górnej powierzchni gęstych warstw atmosfery, nad którymi miał lecieć samolot. Zdaniem producenta, zjawisko to, określane mianem Mach cut-off, ma sprawić, iż na ziemi grom dźwiękowy jest prawie niesłyszalny. 8 lipca 2020 roku, Aerion podpisał umowę z kanadyjską firmą Carbon Engineering. Miała ona opracować syntetyczne paliwo, które umożliwiłoby lot ze znaczną redukcją szkodliwych dla atmosfery spalin. 
10 listopada 2020 roku, Aerion ogłosił zakończenie testów tunelowych modelu samolotu. Badania odbyły się w tunelu aerodynamicznym należącym do francuskiego centrum badawczego Office national d'études et de recherches aérospatiales (ONERA). W trakcie realizacji projektu, zbadano zachowanie się modelu przy prędkościach bliskich prędkości dźwięku i powyżej prędkości dźwięku. Weryfikowano stabilność modelu, jego potencjalne osiągi, kontrole położenia płatowca.
Na początku 2019 roku, producent szacował koszt pojedynczego samolotu na 120 mln USD. Wstępne plany sprzedażowe, mówiąły o 300 egzemplarzach, w przeciągu pierwszych dziesięciu lat produkcji.
12 maja 2021 roku Aerion wstrzymał dalsze prace nad projektem. Powodem było fiasko prób pozyskania 4 miliardów dolarów na dokończenie prac nad samolotem.